# Verkiezingen voor het Europees Parlement 2009/Kandidatenlijst/LDD
Dit is de kandidatenlijst van het Belgische LDD voor de Europese verkiezingen van 2009. De verkozenen staan vetgedrukt.

## Effectieven
1. Jean-Marie Dedecker
2. Moniek Denhaen
3. Derk Jan Eppink
4. Kristof Van Der Cruysse
5. Isabelle Van Laethem
6. Jurgen Verstrepen
7. Isabelle De Clercq
8. Rudy Blomme
9. Marina Cooreman
10. Karel Deruwe
11. Anne De Baetzelier
12. Lieve Van Ermen
13. Rob Van de Velde

## Opvolgers
1. Derk Jan Eppink
2. Ulla Werbrouck
3. Stef Goris
4. Liesbet Deben
5. Jos Zwerts
6. Francisca Smets
7. Martine De Maght
8. Piet Deslé